# 矢野浩一郎
矢野浩一郎（やの こういちろう、1932年1月18日 - 2013年12月28日）は、日本の自治官僚。消防庁長官、市町村職員中央研修所学長、救急振興財団理事などを務めた。位階は正四位。勲二等旭日重光章受章。

## 来歴
宮崎県出身。東京大学法学部を卒業し、1954年 自治省に入省。振り出しは長崎県総務部庶務課。
1960年 自治庁長官官房総務課調査係長。同年 香川県職員研修所長。その後は同県農地拓殖課長、同県総務部地方課長、同県総務部財政課長、自治省財政局交付税課長補佐、大阪府総務部次長兼総務部財政課長、同府総務部長などに就く。
自治省税務局府県税課長などを経て、1978年7月1日 自治省財政局財政課長。1979年10月15日 自治省大臣官房審議官（税務担当）。1980年7月20日 大臣官房審議官（財政担当）。1982年7月2日 自治省大臣官房長。1984年7月16日 自治省税務局長。1986年7月11日 自治省財政局長。1987年9月21日 消防庁長官。1989年6月30日 退官。
同年8月 市町村職員中央研修所学長。その後は救急振興財団理事長などになる。2002年 秋の叙勲で勲二等旭日重光章を受章。2013年12月死去。死没日付をもって正四位に叙された。
趣味は園芸。